# 데이지 마리

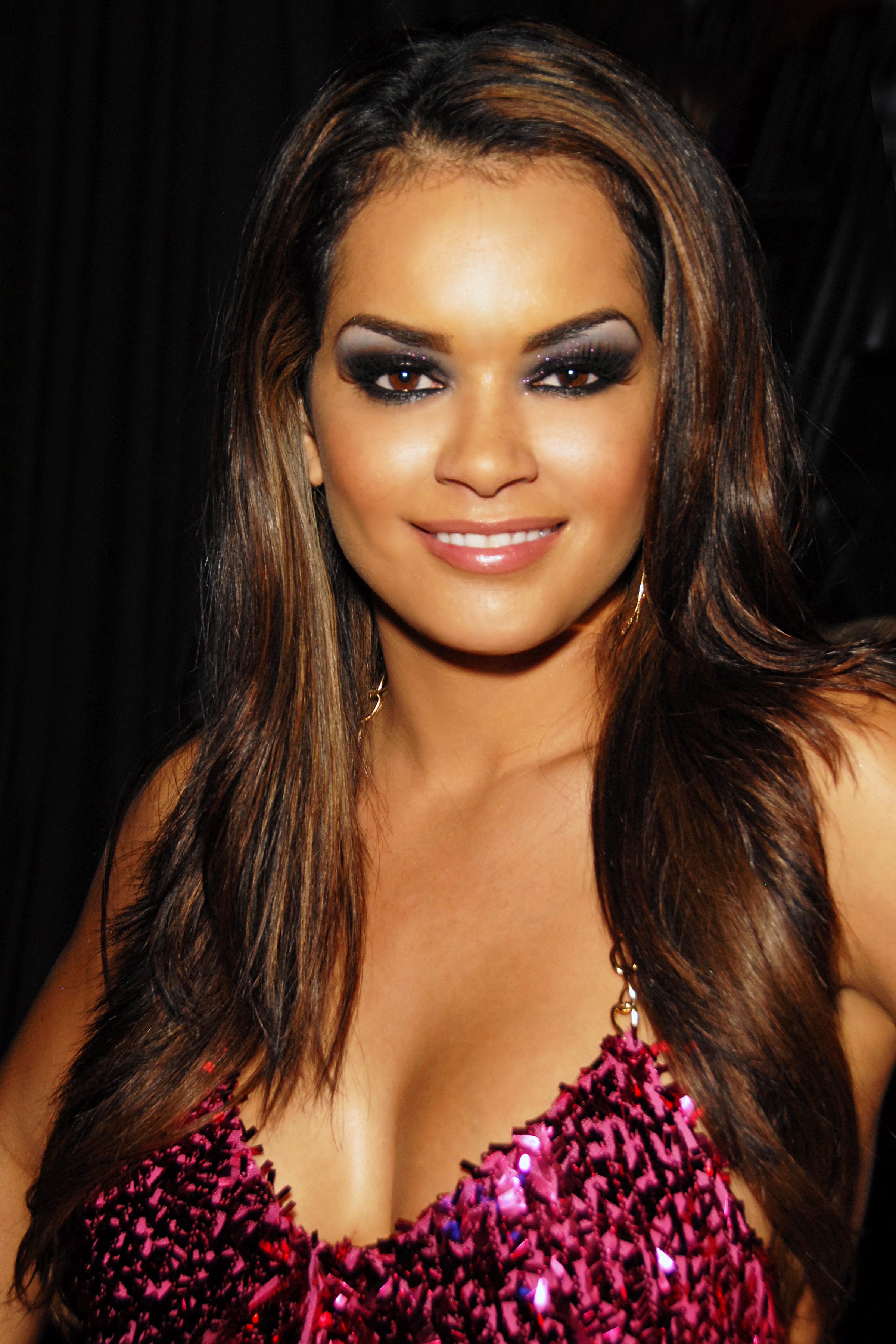
데이지 마리

데이지 마리(Daisy Marie, 1984년 2월 6일 ~ )는 미국의 여자 포르노 배우이다. 캘리포니아주 글렌데일 출신.